# Stonychophora salomonensis
Stonychophora salomonensis är en insektsart som beskrevs av Willemse, C. 1942. Stonychophora salomonensis ingår i släktet Stonychophora och familjen grottvårtbitare. Inga underarter finns listade i Catalogue of Life.